# Chersotis hahni
Chersotis hahni là một loài bướm đêm trong họ Noctuidae.